# پالمرز (مینه‌سوتا)
پالمرز (به انگلیسی: Palmers) یک منطقهٔ مسکونی در ایالات متحده آمریکا است که در Duluth Township واقع شده‌است. پالمرز ۲۰ نفر جمعیت دارد و ۲۰۰٫۸۷ متر بالاتر از سطح دریا واقع شده‌است.